# 조 플린
조 플린(Joe Flynn, 1924년 11월 8일 ~ 1974년 7월 19일)은 미국의 배우이다.

## 출연 작품
- 생쥐 구조대 (1977)
- 세계에서 가장 힘센 남자 (1975)
- 슈퍼대드 (1973)
- 걸 모스트 라이크리 투 (1973)
- 나우 유 씨 힘, 나우 유 돈 (1972)
- 맨발의 경영자 (1971)
- 백만달러의 오리 (1971)
- 테니스 신발을 신은 컴퓨터 (1969)
- 러브 버그 (1969)
- 배트맨 - 66년 TV 시리즈 (1966)
- 특전 네이비 2 - 공군 조인 (1965)
- 특전 네이비 (1964)
- 건망증 선생님 2 (1963)
- 연인이여 돌아오라 (1961)
- 고, 자니, 고! (1959)
- 디스 해피 필링 (1958)
- 딜론 보안관 (1955)
- 세븐 리틀 포이스 (1955)
- 디즈니랜드 (1954)